# Wijnbrug (Leiden)
De Wijnbrug is een vaste gemetselde boogbrug in de binnenstad van de Nederlandse stad Leiden. De brug loopt over de Zuidsingel en verbindt de Herengracht met de Kalvermarkt. De naam had waarschijnlijk verband met de stadsherberg aan de Kalvermarkt of de wijnkoperij.

## Geschiedenis
De brug werd in 1659 gebouwd bij de stadsuitbreiding van Leiden. Drie jaar later werd een ijzeren leuning toegevoegd. Sinds 1968 staat de brug ingeschreven als rijksmonument in het monumentenregister. Hierna werd de brug verschillende malen gerestaureerd. Waaronder in 1983 waarbij de brug in zijn huidige staat werd gebracht (gehele vernieuwing).

## Foto's

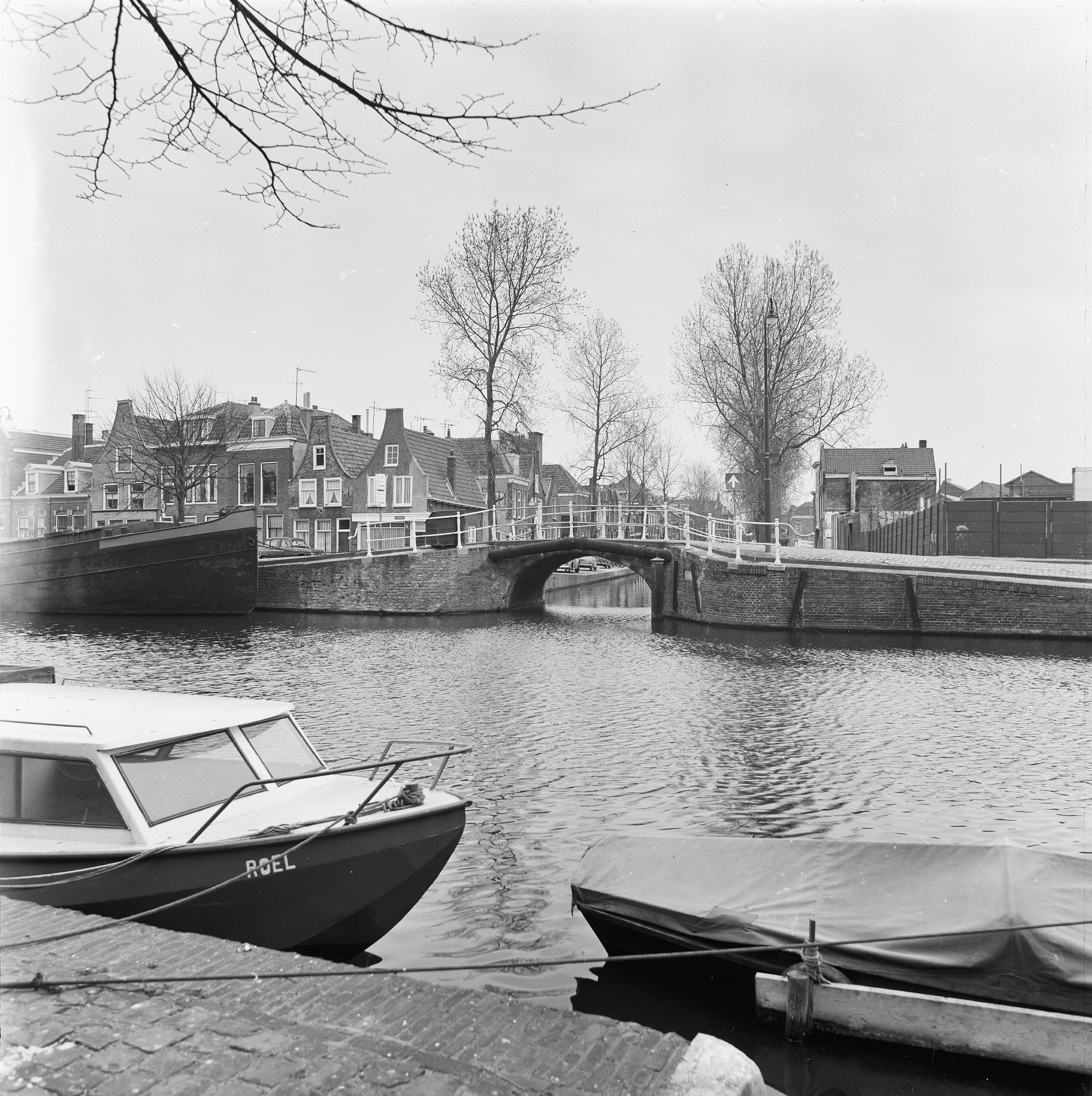
Brug in 1973
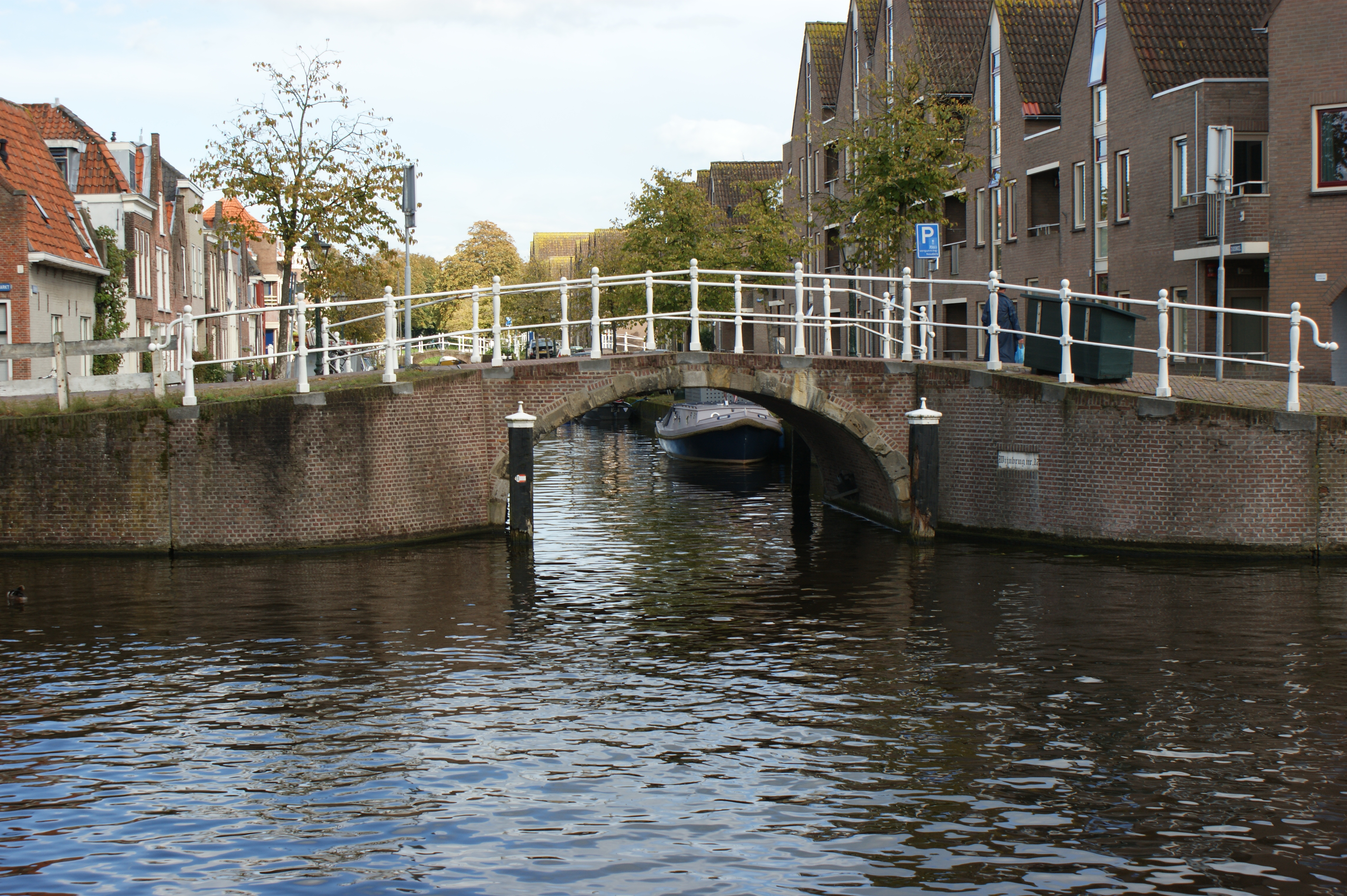
Brug in 2011